# Pál Maléter
Pál Maléter (Eperjés, 4 september 1917 - Boedapest, 16 juni 1958) was een militair leider van de Hongaarse Opstand van 1956 tegen de sovjetbezetting.
Hij werd in 1917 geboren in Eperjés, Hongarije. Tegenwoordig ligt deze stad met de naam Prešov binnen Slowaakse grenzen. Maléter studeerde geneeskunde in Praag en volgde vanaf 1938 een opleiding aan de militaire academie in Boedapest. In de Tweede Wereldoorlog werd hij aan het oostfront door het Rode Leger gevangengenomen. Hij werd communist en streed vervolgens tegen nazi-Duitsland. Na de oorlog koos hij voor een militaire loopbaan als officier in het Hongaarse leger. Hij werd kolonel en commandant van een infanterie-eenheid. Tijdens betogingen op 23 oktober 1956 werd Maléter uitgestuurd om deze met geweld te onderdrukken, maar alras koos hij partij voor de arbeiders en studenten. Sindsdien was hij met zijn generaalsrang militair leider van de Hongaarse Opstand tegen de sovjetbezetting. De opstandelingen eisten van de Sovjet-Unie: beëindiging van de Sovjetbezetting, vrije verkiezingen, herstel van de persoonlijke vrijheden en afschaffing van de veiligheidspolitie AVH. De opstand mislukte echter. Pál Maléter werd schuldig bevonden aan landverraad en poging tot ondermijning van het 'democratisch staatsbestel'. Hij werd ter dood veroordeeld en in 1958 opgehangen. In 1989, 31 jaar later, werd hij volledig gerehabiliteerd en op een dag van nationale rouw plechtig herbegraven.

## Eerbetoon
In de Utrechtse wijk Voordorp is een straat naar hem vernoemd en ook in Leiden is er een Pal Maleterstraat. In de Haarlemse wijk de Zuiderpolder is er een weg naar hem vernoemd.

## Militaire loopbaan
- Kolonel
- Generaal: 29 oktober 1956